# Паприха
Паприха — населённый пункт (тип: железнодорожная станция) в Вологодского района Вологодской области России; посёлок при станции Паприха Вологодского региона Северной железной дороги.
Входит в состав Марковского сельского поселения, с точки зрения административно-территориального деления — в Марковский сельсовет.

## География

### Географическое положение
Расположена на 25 км старой автодороги Вологда — Грязовец, в 3 км от центра муниципального образования Васильевского. Фактически слилось с деревней Тишиново.
Ближайшие населённые пункты — Никулино, Косково, Болотово, Борборино, Копцево, Тишиново.

## Население
| 2010 |
| ---- |
| 63   |

### Гендерный и национальный состав
По переписи 2002 года население — 1302 человека (1267 мужчин, 35 женщин). Преобладающая национальность — русские (94 %).

## Инфраструктура
Путевое хозяйство. Действует железнодорожная станция Паприха.

## Транспорт
Автомобильный и железнодорожный транспорт.